# Bismarckstraße 46 (Bad Kissingen)

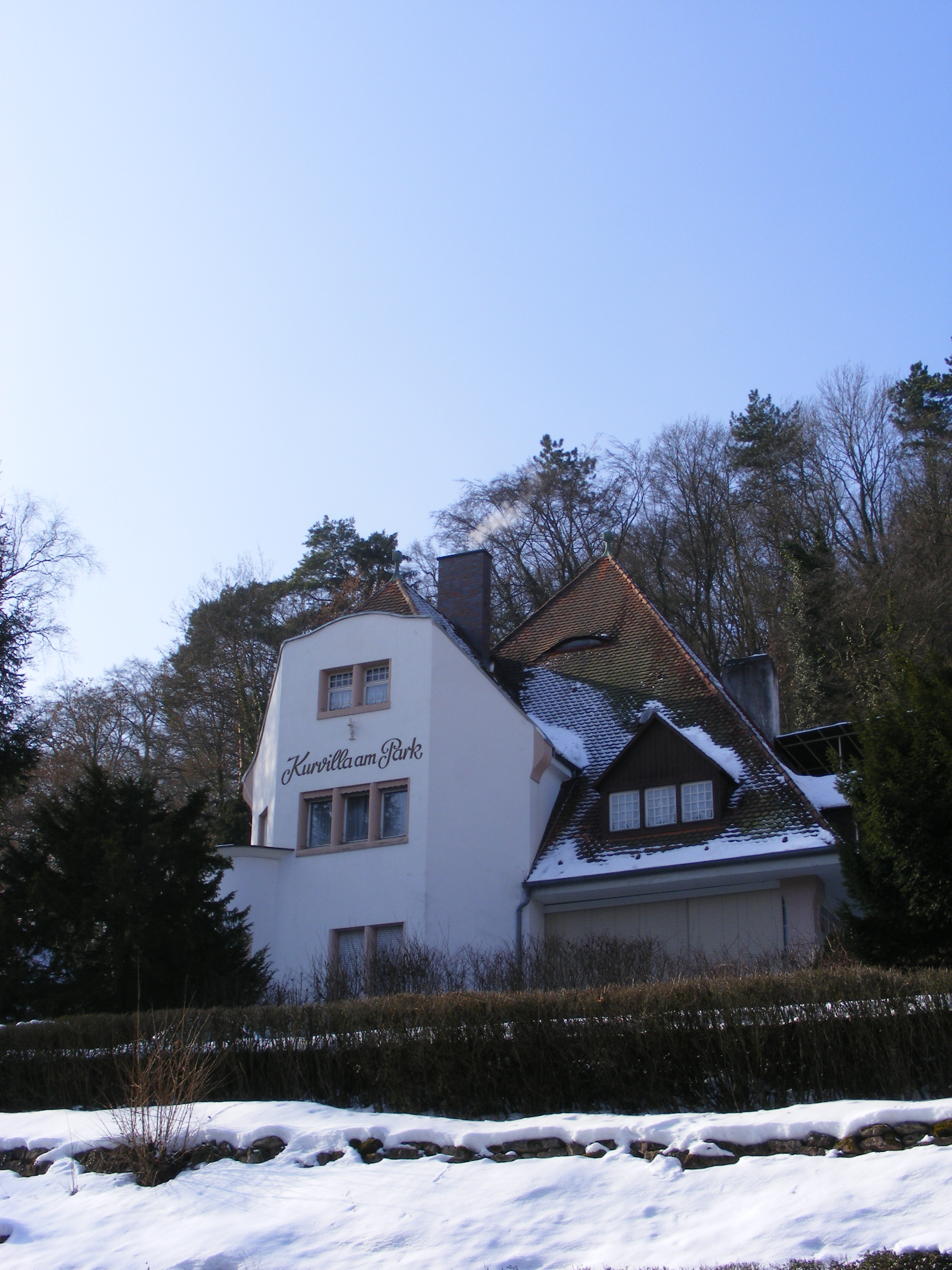
Bismarckstraße 46 in Bad Kissingen

Das Anwesen Bismarckstraße 46 in der Bismarckstraße in Bad Kissingen, der Großen Kreisstadt des unterfränkischen Landkreises Bad Kissingen, gehört zu den Bad Kissinger Baudenkmälern und ist unter der Nummer D-6-72-114-280 in der Bayerischen Denkmalliste registriert.

## Geschichte
Die Villa wurde im Jahr 1904 im Jugendstil errichtet. Bei dem Anwesen handelt es sich um einen eingeschossigen Massivbau mit steilem Pyramidendach und unterschiedlichen Annexen. Der Jugendstil äußert sich deutlich durch die Vorsprünge und Erker, die sich von der Fassade abheben.